# سید هادی خامنه‌ای
سیّد هادی حسینی خامنه (زادهٔ ۵ بهمنِ ۱۳۲۶) معروف به سیّد هادی خامنه‌ای، روحانی شیعه و سیاستمدار اصلاح‌طلب ایرانی است که به‌عنوان دبیرکل مجمع نیروهای خط امام و مدیر مؤسسه پژوهشکده تاریخ اسلام فعالیت می‌کند و از اعضای مجمع روحانیون مبارز به‌شمار می‌آید. او برادر کوچک‌تر سید علی خامنه‌ای، رهبر جمهوری اسلامی ایران است.
خامنه‌ای فعالیت سیاسی خود را از اواسط دههٔ ۱۳۴۰ آغاز کرد که منجر به دستگیری او توسط ساواک و زندانی شدن او گردید. خامنه‌ای نماینده مشهد در ادوار اول، دوم و سوم مجلس شورای اسلامی و نیز نماینده تهران در مجلس ششم بود. او پیش‌تر مدیر مسئولی روزنامه‌های جهان اسلام و حیات نو را برعهده داشت.

## ابتدای زندگی
هادی خامنه‌ای در ۵ بهمنِ ۱۳۲۶ در مشهد زاده شد. پدرش سید جواد خامنه‌ای و مادرش خدیجه میردامادی از خاندان میردامادی است که ساکن شهر نجف‌آباد، استان اصفهان بود. خانواده مادری او از خمینی‌شهرِ، اصفهان، به آنجا نقل مکان کرده‌اند. او تحصیلات حوزوی خود را از سال ۱۳۳۸ در مشهد آغاز کرد و از شاگردان پدرش و شیخ عبدالنبی کجوری بود.

## فعالیت‌های سیاسی
هادی خامنه‌ای فعالیت سیاسی را از اواسط دهه ۱۳۴۰ آغاز کرد، که منجر به دستگیری وی توسط ساواک و زندانی شدن او گردید. وی پس از وقوع انقلاب ۱۳۵۷ در مجالس ادوار اول، دوم، سوم و ششم حضور داشت. خامنه‌ای در سالِ ۱۳۶۵ طیِّ حمله سازمان مجاهدین خلق به شرکت‌کنندگانِ راهپیمایی ۲۲ بهمن در مشهد از پا مجروح شد. او از روحانیون جناح چپ در ایران به‌شمار می‌رود.
وی در انتخابات مجلس چهارم، که نخستین مجلس پس از رهبری سیدعلی خامنه‌ای محسوب می‌شد، از سوی شورای نگهبان رد صلاحیت شد. او همچنین در دومین دوره انتخابات مجلس خبرگان رهبری نیز از سوی شورای نگهبان، دارای صلاحیت برای حضور در انتخابات، تشخیص داده نشد. هادی خامنه‌ای از بنیانگذاران مجمع روحانیون مبارز و دبیرکل مجمع نیروهای خط امام است.

### نظرات راجع به جنگ اول خلیج فارس
در سال ۱۹۹۱ میلادی (۱۳۶۹) و پس از اشغال کویت توسط صدام حسین و حمله نیروهای ائتلاف و ناتو به عراق، هادی خامنه‌ای که در آن زمان نماینده مشهد در دوره سوم مجلس شورای اسلامی بود، طی نطق پیش از دستور خود، به تاریخ ۱ بهمن ۱۳۶۹ به شدت به ایالات متحده آمریکا تاخت و این‌گونه اظهار داشت:
واقعیت این است که اگر کویت هم مورد تهاجم قرار نمی‌گرفت، باز هم این میهمان ناخوانده (آمریکا) برای آمدن خود بهانه‌ای می‌یافت. این وحشی درنده، هر جا که طعمه یا طعمه‌هایش به خطر افتد، حمله می‌کند و خون می‌ریزد. کویت و حجاز و غیره برایش فرق نمی‌کند. تمامیت ارضی کشورها را اصلاً قبول ندارد. قانون و مقررات سازمان ملل برایش اهمیتی ندارد. آنجا که کشور اسلامی ما را مورد حمله قرار می‌دهد، رسماً از خشکانیدن ریشه ما و ملت ما سخن می‌گوید و آنجا که زمام کار در کویت و حجاز از دستش خارج می‌شود، بهانه دفاع از حقوق بشر و تمامیت ارضی می‌گیرد. در مسئله فلسطین هم که هیچ منطق و بهانه‌ای ندارد. از بی‌غیرتی و پفیوزی حکام مرتجع منطقه مدد می‌گیرد. نباید از یاد برد که آمریکا و همچنین انگلیس، کینه‌ای تمام نشدنی از ما و انقلاب اسلامیمان در دل دارند. این جنگ دنباله جنگهای صلیبی است. جنگی که امروز قهرمان شایسته‌اش اسلام و جمهوری اسلامی باید باشد و نباید این صحنه‌ها خالی بماند. امروز بر اساس فتوای صریح حضرت امام رحمة الله و مسئولیت سنگینی که در جهان اسلام و ملت‌های مستضعف در زنجیر و رابطه‌ای که با ملت مسلمان انقلابی‌مان در منطقه بالخصوص ملت عراق، لبنان و فلسطین داریم، نمی‌توانیم فقط به توصیه و سخنرانی و حتی راهپیمایی اکتفا کنیم.

### مدیرمسئولی روزنامه
روزنامه جهان اسلام به مدیریت وی در اولین سال‌های دهه ۱۳۷۰ توقیف شد. پس از انتخابات دوم خرداد ۱۳۷۶ وی توانست انتشار خود را با روزنامه حیات نو از سر گیرد. این روزنامه نیز در ۲۲ دی ۱۳۸۱ به دلیل انتشار یک کاریکاتور توقیف گردید و خامنه‌ای به عنوان مدیرمسئول این روزنامه به دادگاه ویژه روحانیت احضار و تفهیم اتهام شد. پس از مدتی این روزنامه چاپ را از سرگرفت تا این که در تاریخ ۱۶ آذر ۱۳۸۸ به جرم تشویش اذهان عمومی به طور کلی توقیف و تعطیل شد.

### موضع‌گیری های سیاسی
خامنه‌ای در جریان انتخابات ریاست جمهوری ایران (۱۳۸۸) به حمایت از میرحسین موسوی پرداخت و از مخالفان محمود احمدی‌نژاد بود. او همچنین پس از حبس خانگی موسوی و کروبی، خواستار رفع حصر خانگی آن‌ها شد. خامنه‌ای در جریان انتخابات ریاست جمهوری ۱۳۹۲ و ۱۳۹۶ از حسن روحانی حمایت کرد. او در انتخابات ریاست‌جمهوری ۱۴۰۳ از مسعود پزشکیان حمایت کرد.

مصاحبه با خشت‌خام
در مصاحبه با خشت‌خام دهباشی از خامنه‌ای پرسید: یکی از مواردی که هر بار ما از تاریخ انقلاب یاد می‌کنیم ماجرای سینمای رکس است که بر آتش خشم انقلابیون افزود. آن‌موقع، در ایامی که شما تشریف بردید، هیچ‌وقت مطرح شد یا کسی قراینی آورد که این کار ساواک بود؟ کار انقلابیون بود؟ بالاخره ماجرا چه بود؟
خامنه‌ای پاسخ داد: آن‌زمان مطلقاً در ذهن هیچ‌کس نبود ‌که کار غیر ساواک باشد؛ یعنی بر مبنای قرائن می‌گویم هیچ‌کس! در ذهن کسی نمی‌آمد. حتی یادم هست بعضی از مراجع گروه‌هایی را برای رسیدگی گذاشتند که چه‌کسی عامل این مسئله بوده است! همان‌وقت امام در جواب، در یک اعلامیه‌ بیان کردند که بررسی لازم ندارد، معلوم است دیگر! ببینید در این کشور چه‌کسی دارد راحت آدم می‌گیرد؟ می‌برد؟ می‌کشد؟ بنابراین با همان قرائن کار همان‌ها می‌تواند باشد. قاعدتاً این کار فجیع و ناجوانمردانه و دور از انسانیت، کار چه‌کسی می‌تواند باشد؟ کار کسانی از آن جنس! تقریباً مفهوم گفتۀ امام در ذهنم هست. اما من احتمال دیگری را هم که بعدها بعضی‌ مطرح کردند دنبال نکردم ببینم واقعاً چه بوده است.